# Comitato Olimpico Tedesco
La Deutscher Olympischer Sportbund, o DOSB, è un'organizzazione sportiva tedesca, fondata il 20 maggio 2006 a Francoforte sul Meno, Germania.
Questa nasce dalla fusione dal Comitato Olimpico Tedesco (Nationales Olympisches Komitee für Deutschland o NOK), fondato e riconosciuto dal Comitato Olimpico Internazionale (CIO) nel 1895, e il Deutscher Sportbund, unione avvenuta per questioni economiche. Ha lo scopo di curare l'organizzazione, il potenziamento dello sport in Germania, in particolare, la preparazione degli atleti tedeschi, per consentire loro la partecipazione ai Giochi olimpici. Fanno parte di quest'ultima associazione circa 27.000.000 di tedeschi, circa un terzo della popolazione totale. L'attuale presidente del DOSB è Thomas Weikert; il precedente Presidente Thomas Bach è stato eletto nel 2013 Presidente del CIO.
Il fiore all'occhiello del DOSB è il Deutsches Sportabzeichen meglio conosciuto come DSA il Brevetto Sportivo Tedesco che viene praticato in Germania ed in altri 36 Paesi tra cui l'Italia, che dal 2014 è al primo posto nel mondo (al di fuori della Germania) come numero di Brevetti conseguiti.